# Manogea
Manogea is een geslacht van spinnen uit de  familie van de wielwebspinnen (Araneidae).

## Soorten
- Manogea gaira Levi, 1997
- Manogea porracea (C. L. Koch, 1838)
- Manogea triforma Levi, 1997